# Stentor (nemzetség)
A Stentor a csillósok (Ciliophora) trombita alakú, a világ nagy részén előforduló nemzetsége. A 19. századtól számos mikrobiológus tanulmányozta, a benne lévő csoportokat többször módosították.
Fajai közös jellemzője a széles elülső sejtszáj és a keskeny hátulsó farok, mellyel gyakran a szubsztráthoz kapcsolódik. A sejtek nagyok – fajtól függően 0,4–2 mm-esek. E nagy testet könnyen irányítja, teljes méreténél hatszor kisebb gömbbé válhat, vagy felfelé nyúlva a kitágíthatja sejtszáját. Egyedi pigmentjei lehetnek egyes fajainak az ektoplazma kéregszemcséi színezettsége miatt, és nagy makronukleuszai különböző szerkezeteket vehetnek fel.
Heterotróf, a számos csilló révén keltett vízáramlat útján táplálkozik, mely a nagy sejtszájba viszi a zsákmányt. Számos faj rendelkezik a napfényből való tápláléktermelést lehetővé tevő endoszimbionta algákkal. Leggyakoribb édesvízben, de egyes fajok tengerben vagy szárazföldön élnek.
Különleges regenerációs képességei vannak: ha a sejt egy kis része fennmarad, az visszafejlődhet teljes élőlénnyé. Ez fontos kutatási terület, és az állati gyógyulás megértését is segítheti.

## Etimológia
A Stentor a trombita alakra utal, különösen a széles sejtszájra. A név egy, a görög mitológiában szereplő katonára, Sztentórra utal, aki hangjával motiválta a görög katonákat a trójai háború idején.

## Típusfaj
Első részletesen leírt faja a Stentor muelleri, melyet Christian Gottfried Ehrenberg írt le 1831-ben. Édesvízben és alkalmanként torkolatokban is megtalálható az egész világon. Jellemzője a moniliform makronukleusz 10–20 csomóval és a pigment nélküli kortikális szemcsék. A pigmentek hiánya ellenére a S. muelleri barna a sejt vastagsága miatt. Általában 0,5–2 mm hosszú, de alkalmanként akár 3 mm-ig nyúlhat.

## Leírás
A Stentor 2 mm hosszúra nőhet, elég naggyá, hogy szabad szemmel látható legyen. Ez erős mozgékonysága mellett összetett fiziológiát eredményez. A sejtfelszínt védőréteg (pellikula) fedi. Ezt a sejt választja el, és stressz hatására leválhat, majd újraképződhet.

### Kéregszemcsék
A pellikula alatt hosszanti váltakozó megemelt szemcsés és bemélyedő sima vonalak vannak. Előbbiek balról jobbra vastagodnak, így a legvastagabb sávok a legvékonyabbakkal szomszédosak, ahol az anterior helyzetben kialakuló új sáv választja el őket. E szemcsék adják a sávok önálló pigmentációját. Ez endogén pigmentek különbözők lehetnek – gyakori a vörös, zöld, kékeszöld (S. coeruleus: sztentorin). A kutatásban ezeket gyakran használják a fajokat csoportosító morfológiai jellemzőként. Ezek a csillósok számára védelmi funkcióval rendelkeznek, és nagy mennyiségben szekretálja predáció során. A pigmenteket e szemcsékből bocsátja ki, és mérgezők, így eltántorítva vagy megölve a ragadozót.

### Csillók és mozgás
Az átlátszó ektoplazmasávokban vannak a csillók. Minden sávban 1 kinetida van a sejt hossztengelye mentén számos testi csillóval. Ezek a polikinetidákban lévő szájcsillóknál rövidebbek és gyakran merevebbek. A legtöbb átlátszó sáv és hozzá tartozó csilló ott van, ahol a szemcsesávok a legvékonyabbak, és különösen gyakoriak a membranellumsávoknál, lehetővé téve a megfelelő táplálkozást.
A Stentor aprólékos testirányítását és összehúzódásait az átlátszó sávok alatti rostok teszik lehetővé. Két ilyen rosttípus van, ezek a mikrotubulusokból álló km- és a mikrofilamentumokból álló M-rostok. Előbbiek hosszúak, és közvetlenül a kinetidákhoz csatlakoznak. Ezek valószínűleg a szerkezetfenntartásban és a nyúlásban segítenek. Az M-sávok a km-sávok alatti mikrofilamentumokból álló csoportok. Ezek az összehúzódást irányítják, és az ektoplazma mozgásától függően rövidülnek és egyenesednek ki. E sejtvázrostok erősen specifikusak, és lokalizált nyúlást és összehúzódást tesznek lehetővé, számos alak felvételét lehetővé téve. Ezenkívül számos kortikális alveolusa van a sejtmembrán alatt, melyek a nagy és összehúzásra képes felszínt összetartják, továbbá baloldalt elöl kontraktilis vakuóluma is van, melyen keresztül a felesleges vizet bocsátja ki.

### Táplálkozás
Legspecializáltabb szerkezete a sejtszája. A táplálékfelvételre használt üreg felszíne a frontális mező, melyben csillók és mionémák találhatók. Az e részen lévő szemcsevonalak akár 1 kéregszemcsesorból is állhatnak, lehetővé téve a sűrű szájcsilló-elrendezést. Ezek lapokban csatlakoznak az endoplazmához, ahol gyökércsoportot alkotnak, és erős alapi rost rögzíti. A frontális mező a sejtgarat felé halad spirálisan, mely a táplálékot a sejtszájba kényszeríti. A sejt másik végén a gyökér a szubsztráthoz rögzül a nyálka és a mionéma-összehúzódások révén.
A zsákmány bekebelezése után azt bevezeti a sejtszájba, melyet részben körülzár. E ponton döntheti el, hogy elfogyasztja-e – bár a táplálékot elutasíthatja még a sejtgarat felső részében is. A zsákmány elutasításakor az a testi csillók külső részén távozik a farok felé, hogy ne fogyassza el a sejt újra. A régen elhalt zsákmány és a nem szerves anyagok – például egyes toxinok vagy üveg – gyakrabban távozik, különösen, ha a sejt jól táplált. A táplálék ezután a sejtgaratba kerül, melyet csillók és mionémák határolnak, segítve a táplálék haladását. A mionémák ritmikus összehúzódásokkal történő perisztaltikus mozgással a nagyobb zsákmányokat az ektoplazmatikus emésztő űröcskébe kényszerítik. Ezenkívül a sejtplazmában is keletkezhet emésztő űröcske, ha a zsákmány a vezikulumból elmenekül vagy annak membránját felbontja.
Nem minden zsákmányt tud egyben bekebelezni, különösen nagy zsákmányokat nem, mint például más Stentor-fajokat. Ez esetben a bukkális üreg kitágul a zsákmány egy részének – Stentor-faj esetén a farki vég – bekebelezéséhez, majd elzárul, leválasztva a zsákmány egy részét. E kisebb részt a fentiek alapján kebelezi be. Egyes fajokban megfigyeltek kannibalizmust: a planktonikus példányok a rögzített, táplálkozó példányok örvényébe kerülhetnek.

### Sejtmagok és osztódás
Más csillósokhoz hasonlóan kétféle sejtmagja van: makro- és mikronukleusz. Előbbi erősen poliploid, és bármely töredék számos példányt tartalmazhat a teljes genomból. A mikronukleusz kisebb, és a makronukleusz létrejöttéhez szükséges információkat tartalmaz. A makronukleusz alakja változó: vannak gyöngy-, csőszerű és egy megnagyobbodott magra hasonlító makronukleuszú fajok is. A konjugáció ritka, a legtöbb faj ivartalanul, osztódással szaporodik.

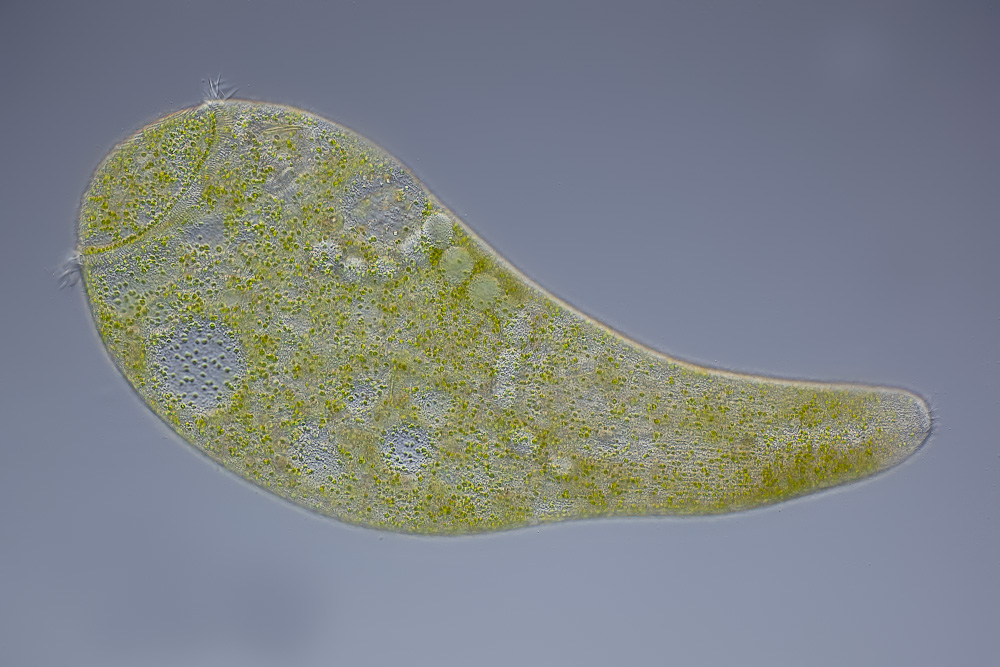
Stentor polymorphus algaszimbiontákkal
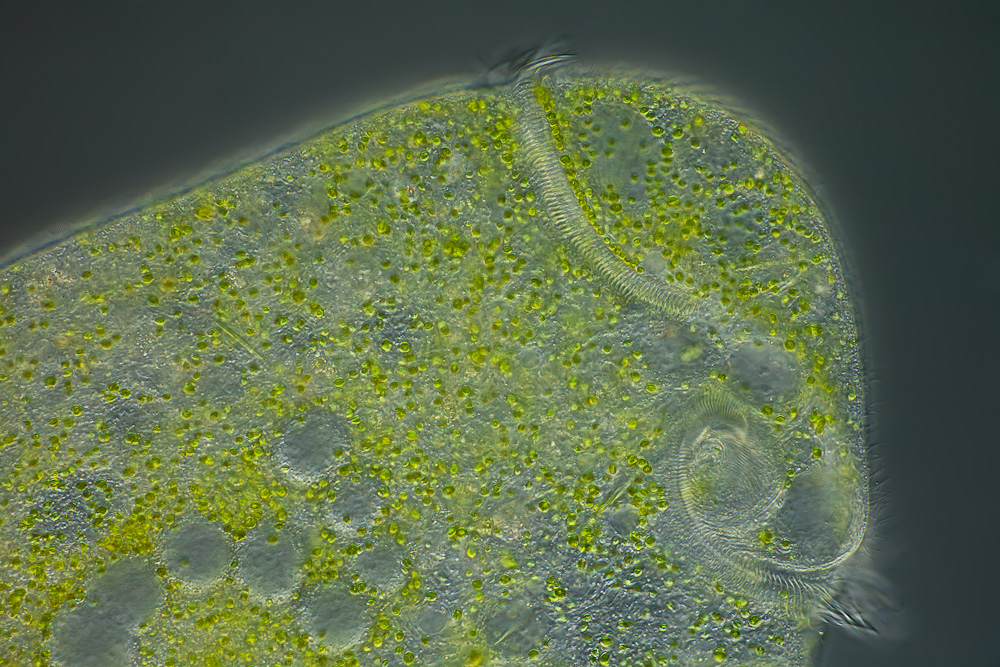
Stentor polymorphus algaszimbiontákkal
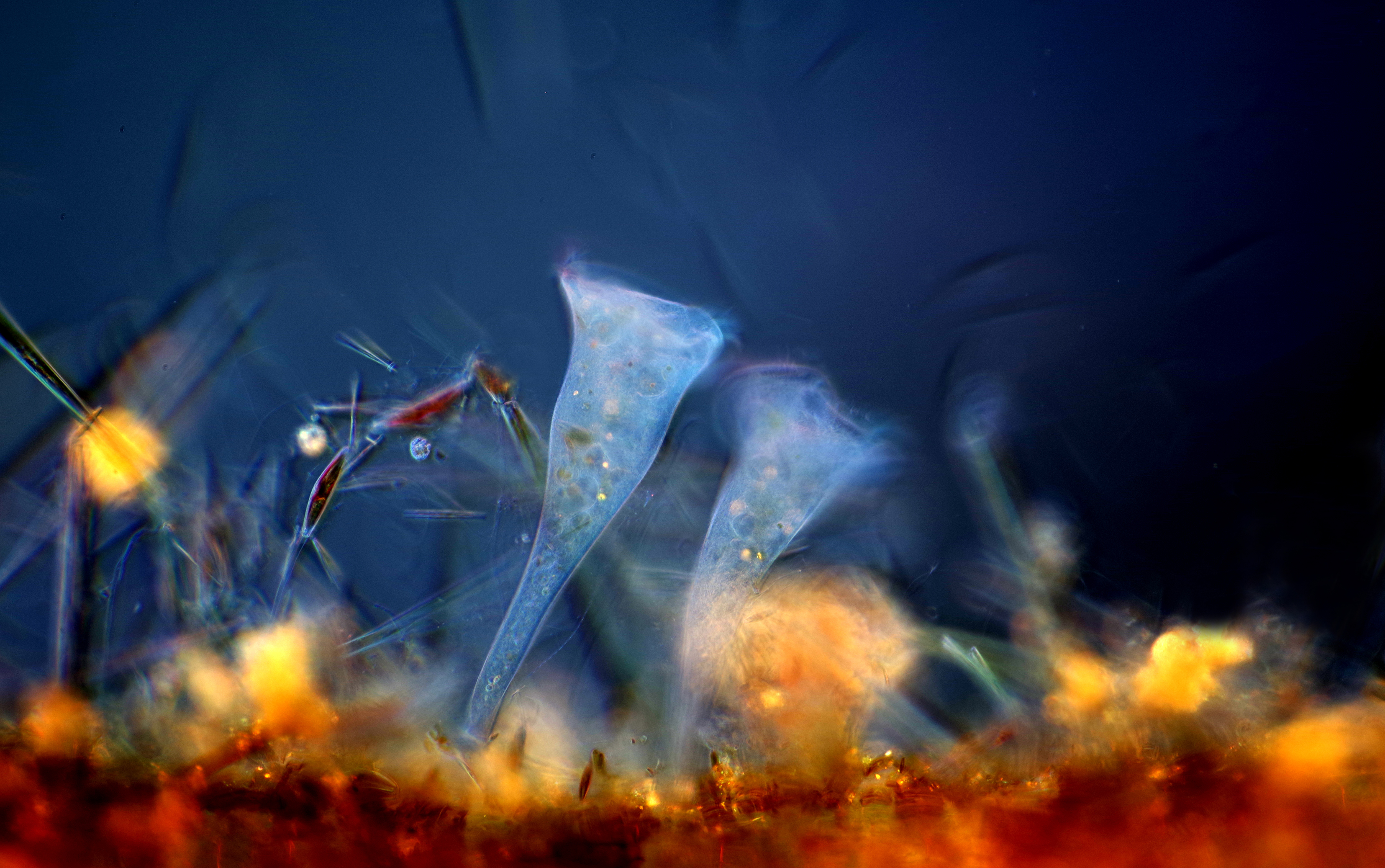
Stentor-faj Myriophyllum-levélen
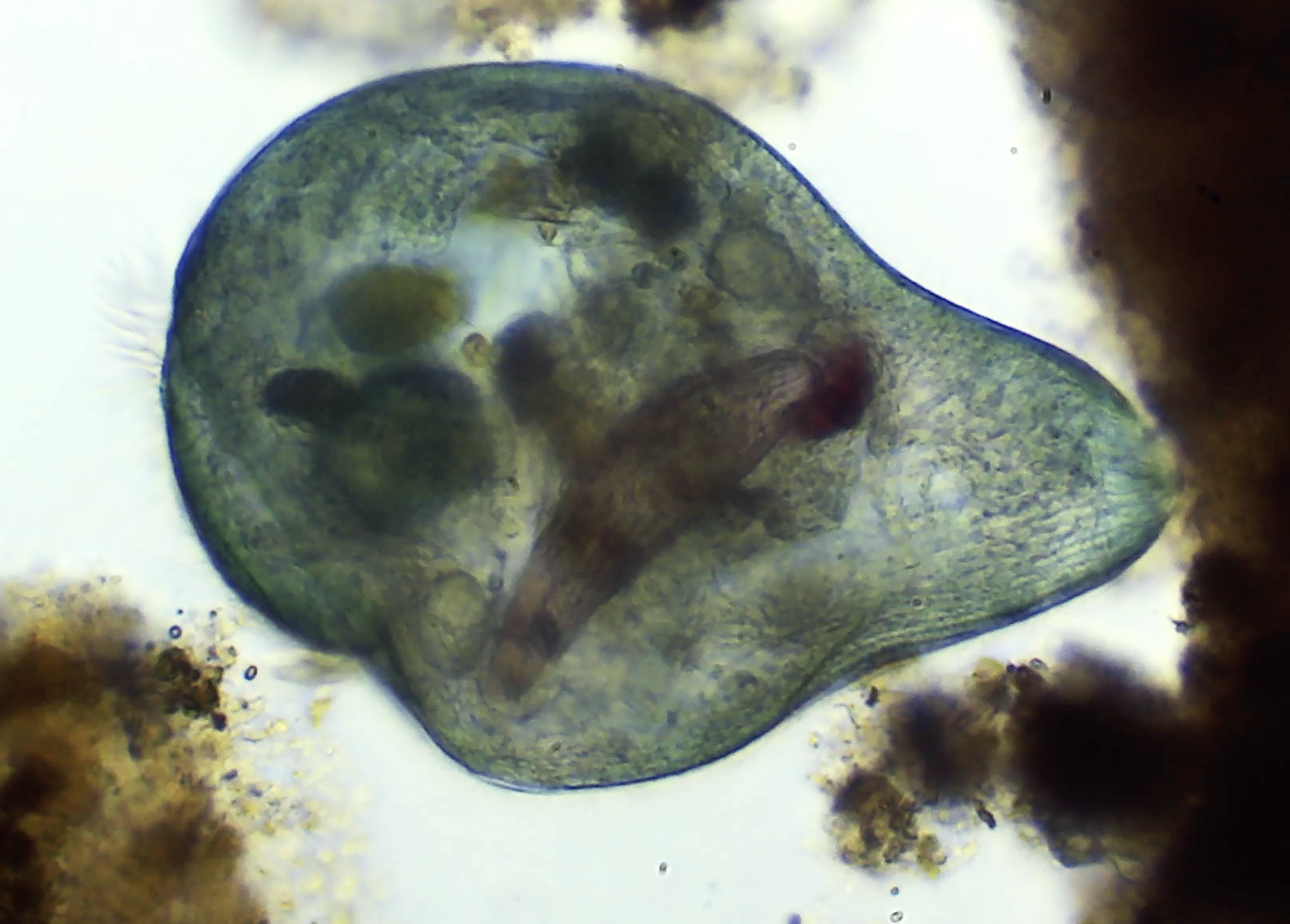
Blepharisma sp.-t emésztő Stentor coeruleus

## Ökológia
Bár egyes fajai, például a Stentor multiformis tengerben és szárazföldön is ismertek, legtöbb faja édesvízi. Azonban sok faj megtalálható disztróf és brakkvízben is. Egy tóban általában 10:1 körüli arányban oszlik meg populációja: legtöbb példánya a szubsztráton, például algafonalakon vagy bomlásterméken él szorosan rögzülő gyökérrel, egy kis részük viszont planktonikus, és testi csillói révén mozog.

### Zavarásra adott válaszok
Nem megfelelő környezet, például toxin- vagy predátormennyiség növekedése vagy a szükséges tápanyagok mennyiségének túlzott csökkenése esetén példányai leválhatnak a szubsztrátról, és planktonikussá válhatnak. Ez végső válasz, melyet számos stresszcsökkentő lépés előz meg. Csekély fizikai inger esetén a Stentor figyelmen kívül hagyja a forrást, vagy afelé mozog táplálékot keresve. További inger esetén a sejt lefelé hajlik véletlenszerű irányban az inger végéig. Ha az inger nem ér véget, a csillókat visszafordíthatja csillóit, hogy eltolja magától a vizet, vagy gömbbé alakulhat. Csak ezek után válik le a gyökere jobb helyet keresve, bár alkalmanként az eltávolítás kényszerítésekor a sejt kettéválhat a felszínről való leválás helyett. Ekkor a test az egyenes állapotnál akár 6-szor rövidebb szferoiddá válhat, és jobb környezetet keresve úszik, melynek megtalálásakor lesüllyed, és nyálkát termel, hogy újra rögzüljön.

### Táplálkozás
Individuals conduct their feeding when attached to substrate, stretching their bodies lengthwise to more than two millimeters and opening their buccal cavities. Stentor feeds by synchronously beating the tightly bundled cilia (polykinetids) in the membranellar band surrounding the buccal cavity. This creates a vortex of water that pulls other planktonic protists towards its buccal cavity, after which buccal cilia pull the prey further inside (see morphology section for details on feeding). Certain species are known to have resting cysts.

### Szimbiózis
Számos más vízi élőlényhez hasonlóan a Stentor számos faja közeli kapcsolatot alakított ki endoszimbionta Chlorella-fajokkal. Ha jelen vannak, sűrűn szétszóródnak az endoplazmán belül. Az endoszimbionták cukrokat biztosítanak gazdájuknak, amely által termelt anyagokat hasznosítanak, emellett a csillós által biztosított védelemben részesülnek. Az endoszimbiontákkal rendelkező példányok tovább tudnak élni táplálék nélkül más példányoknál, de nem ismert teljesen autotróffá vált faja. Ez az endoszimbiózis nem obligát a S. polymorphus kivételével, mely valószínűleg szimbiontájától függ egy ismeretlen vitamin megszerzésében. Ha a gazda elhal, és sejtváza felbomlik, a Chlorella szabadon élő algaként fennmarad. E kapcsolat megszűnik sötétben, ekkor minden példány eltűnik a gazdából (de néhány fennmarad, különösen a sejt hátulsó végén). Teljes disszociáció elérhető laboratóriumban jelentős mennyiségű táplálékkal és hővel és teljes sötétséggel, melyek lehetővé tettek elég gyors osztódást ahhoz, hogy egyes példányok endoszimbiontáikat ne vigyék át a következő generációra. Ez mindig előnyös a Stentor számára: a Chlorellával rendelkező példányok a nélkülük élőknél jobban teljesítenek.

### Virágzás
Számos faja képes algavirágzást okozni, ahol a csillós biomassza 90%-a a virágzást okozó fajé lehet. Ez leggyakoribb a kisebb, gyakran planktonikus fajokban, melyek erősebb kapcsolatot mutatnak az endoszimbionta algákkal. A virágzó faj a tó felszínét befedi, a kéregszemcsék színét adva neki. Korlátozó tápanyaga nem ismert, de több eset is ismert, melyek a megnövekedett esővel korrelálnak, melyek megnövekedett foszforszintet vagy B12-vitamin-termelést okozhatnak. Bár virágzásai egyes bizonyítékok szerint a halakra és a vízminőségre károsak, a gyakoribb algavirágzásoknál kevésbé mérgezők.

## Gyakorlati jelentőség
Bár nagy mérete és erős endoplazmája révén jól használható kísérletre, nehéz tenyésztése és ritkán jelentkező ivarossága miatt nem tanulmányozzák jobban. Modellszervezetkénti használhatóságának oka jelentős regenerációs képessége: ha a makronukleusz és a sejtmembrán egy része fennmarad, bármilyen kis részlet regenerálhat teljes sejtté. Ez fenntartja a sejtpolaritást és az elrendezést. Egy példányt sok darabra vágva azok egyesülése az ektoplazmasávok elrendezésével kezdődik. Az elrendezett és egyesült részek nukleációs helyek, ahová további részletek csatlakozhatnak. A szomatikus részek helyreállítása után a frontális mező áll helyre. Ezért gyakran használják graftkísérletekhez. Az elkülönülő példányok sejtmagokat, sejtplazmát cserélhetnek, és egyesülhetnek funkcióik fenntartásával. Két élőlény együvé graftolásával az együtt osztódó pár fennmaradhat. Így a Stebtir több szinten is lehetővé teszi a sejtspecificitás vizsgálatát. Regenerációs tulajdonságai ezenkívül nagyobb gyógyulásmodellekhez is felhasználhatók az állati gyógyulás eredete és sejtmechanizmusai vizsgálatához.

## Rendszertan
Először a genfi Abraham Trembley írt róla 1744-ben. Eleinte édesvízi Hydra-fajnak tekintette, és egy, a Royal Societyhez írt levelében „Polypusként” és „kis vízi állatként” írt róla. Ez az első leírás a trombitaalakra összpontosított, de a buccalis üreget, a körkörös szájcsillómozgást, a részleges planktonikus viselkedést, a gyökeret és az örvény révén történő táplálkozást is leírta. A Stentor nevet először a német Lorenz Oken használta 1815-ben egy, a mai nemzetségnél nagyobb, rendszertanilag viszont meg nem határozott csoportra.
A nemzetség első fő csoportosítását a német Ehrenberg végezte 1831-ben. Az ismert Stentor-fajok áttekintését közölte, és típusfajjá a S. muellerit tette. További áttekintő tanulmányokat és módosításokat írtak például Friedrich Stein (1867), William Saville-Kent (1881), Herbert Johnson (1893), Alfred Kahl (1932) és Vance Tartar (1961), melyek Wilhelm Foissner és S. Wölfl 1994-es áttekintésében és a leírásmódosításában szerepelnek]]. Foissner és Wölfl a nemzetséget az endoszimbionták jelenléte, a makronukleusz alakja és a szemcsék pigmentjei szerint rendezte el, 19 igazolt és 27 ismeretlen vagy tévesen megkülönböztetett fajt ide sorolva.
Ezt követően további változások történtek a nemzetségben. 2002-ben Hideo Kumazawa a Hirosima közelében élő édesvízi Stentor-fajok kutatása mellett új fajt (S. cornutus) is leírt. Olyan jellemzőket vizsgált, melyeket Foissner és Wölfl elemzése nem írt le, például a sejtszáj jellemzőit, a testi csillók elrendezését és az átültetési kísérleteket. 2006-ban Gong  et al. 3 faj SSU rRNS-e felhasználásával kimutatták, hogy azok a Blepharisma testvércsoportjába tartoznak.

## Fordítás
Ez a szócikk részben vagy egészben  a   Stentor (ciliate) című angol Wikipédia-szócikk ezen változatának fordításán alapul.  Az eredeti cikk szerkesztőit annak laptörténete sorolja fel. Ez a jelzés csupán a megfogalmazás eredetét és a szerzői jogokat jelzi, nem szolgál a cikkben szereplő információk forrásmegjelöléseként.